# 撈王
捞王锅物料理全稱捞王（上海）餐饮管理有限公司，簡稱捞王，是中華人民共和國一家火鍋品牌，創始人為台灣人趙宏澤和廖志伟。撈王於2009年在上海開出公司首店。2017年10月在台北信義區開出台灣首店。2017年后，捞王推出自有饮品、外卖火锅等业务以及開設两个副品牌“锅季”健康小锅和“赤鼎”台式麻辣锅。截至2021年，捞王在中華人民共和國開出134家直营门店。

## 外部連結
- 官方网站